# Lajos Mecser
Lajos Mecser (Hungría, 23 de septiembre de 1942) fue un atleta húngaro especializado en la prueba de 10000 m, en la que consiguió ser subcampeón europeo en 1966.

## Carrera deportiva
En el Campeonato Europeo de Atletismo de 1966 ganó la medalla de plata en los 10 000 metros, corriéndolos en un tiempo de 28:27.0 segundos, llegando a meta tras el alemán Jürgen Haase (oro con 28:26.0 s que fue récord de los campeonatos) y por delante del soviético Leonid Mikitenko (bronce).